# ابه ساند
ابه ساند (انگلیسی: Ebbe Sand؛ زادهٔ ۱۹ ژوئیهٔ ۱۹۷۲) یک بازیکن فوتبال بازنشسته اهل دانمارک است.
وی همچنین در تیم ملی فوتبال دانمارک بازی کرده و در جام‌های جهانی ۱۹۹۸ و ۲۰۰۲ برای این تیم به میدان رفته است.